# لورنزو گروسی
لورنزو گروسی (انگلیسی: Lorenzo Grossi؛ زادهٔ ۲۵ مارس ۱۹۹۸) بازیکن فوتبال اهل ایتالیا است.
وی همچنین در تیم‌های ملی فوتبال زیر ۱۵ سال ایتالیا، زیر ۱۶ سال ایتالیا، و زیر ۱۸ سال ایتالیا بازی کرده‌است.